# Corseria
Corseria is een geslacht van weekdieren uit de klasse van de Gastropoda (slakken).

## Soort
- Corseria corsica (Bernasconi, 1994)